# Lou Ottens
Lodewijk Frederik Ottens (21. června 1926 Bellingwolde – 6. března 2021 Duizel) byl nizozemský inženýr a vynálezce, který vynalezl analogovou audiokazetu a podílel se na vývoji kompaktního disku. Ottens byl po celý jeho život zaměstnán ve společnosti Philips.

## Kariéra
V roce 1952 ho najala firma Philips. Začínal v oddělení mechanizace hlavní průmyslové skupiny v Eindhovenu. Roku 1957 ho přemístili do nově otevřené továrny Philips v Hasseltu v Belgii, kde se stal šéfem vývojového oddělení. V tuto dobu továrna produkovala zejména rádiová zařízení, včetně kazetových pásek, reproduktorů a gramofonů.

### Kompaktní kazeta
V návaznosti na úspěch modelu EL 3585 začala společnost Philips Hasselt pracovat na plánech přenosného kazetového magnetofonu. Jeho „pocket recorder“, jak ho nazýval, měl být ve výsledku levný, malý, s malou spotřebou proudu, ale vysokou kvalitou zvuku. Firma zprvu chtěla využít páskové kazety RCA, ale podle Ottense byly rozměry a rychlost pro její výrobek nevyhovující. Philips se nakonec rozhodl vyvinout na základě kazet RCA své vlastní kazety. Ottens dal dohromady tým 10–12 pracovníků, kteří měli praxi s vývojem gramofonů a magnetofonů, aby kazetu vyvinuli. Roku 1963 se Philips rozhodl veřejně představit kazetový systém na Mezinárodním rozhlasovém veletrhu (IFA) v Berlíně.

### Kompaktní disk
Vývoj ALP (Audio Long Play) vyžadoval zásadní změny v designu ve srovnání s VLP (Video Long Play). Na VLP o rozměru LP se vešlo 48 hodin hudby. Ottens si uvědomil, že to není praktické, a v roce 1972 začal testovat menší disky. Začal s deskami o průměru 17,8 cm a ty pak dále zmenšil na 11,5 cm, což umožnilo i kompatibilitu s rádii v autě. Ottens a jeho tým však zjistili, že by analogový systém vydával příliš mnoho šumu, takže se rozhodli začít vytvářet novou, digitální technologii. Roku 1977 tým vyvinul první zkušební model digitálního disku, první úplný model byl představen roku 1979. Okamžitě poté se Ottens a vedoucí projektu Joop Sinjou vydali do Japonska, kde uzavřeli smlouvu se Sony na společném vývoji.

### Video 2000
Ottens se pak stal technickým ředitelem hlavní průmyslové skupiny Philips Video. Během jeho prvního roku ve funkci začala tato divize vyvíjet náhradu za videorekordér s názvem Video 2000. To byl nový videokazetový systém, vyvinutý ve spolupráci s firmou Grundig. Ottens čelil hned po uvedení mnoha technickým problémům. Během několika měsíců byla většina výrobků vrácena k opravě. Pod Ottensovou režií byla vyvinuta druhá řada systému, kompaktnější a spolehlivější. Do roku 1984 mělo Video 2000 spolehlivý stereofonní zvuk.